# ۴۱۳ (قمری)
۴۱۳ هجری قمری، سال چهارصد و سیزدهم هجری در تقویم هجری قمری.

## درگذشتگان
- ۳ رمضان، شیخ مفید، از بزرگان علمای شیعه در قرن ۵ (قمری).